# اچ‌ام‌اس توکن (پی۳۲۸)
اچ‌ام‌اس توکن (پی۳۲۸) (به انگلیسی: HMS Token (P328)) یک زیردریایی بود که طول آن ۲۷۶ فوت ۶ اینچ (۸۴٫۲۸ متر) بود. این زیردریایی در سال ۱۹۴۳ ساخته شد.